# Mișcare rectilinie
Mișcarea rectilinie (numită și mișcare liniară) este o mișcare de-a lungul unei drepte, prin urmare putând fi descrisă matematic folosind doar o dimensiune spațială.
Mișcarea 
{\displaystyle X:E\subset \mathbb {E} _{1}\rightarrow \mathbb {E} _{3}}
se numește rectilinie, dacă traiectoria ei este situată pe o dreaptă fixă din spațiul euclidian {\displaystyle \mathbb {E} _{3}}. În alte cuvinte, o mișcare este rectilinie dacă există {\displaystyle \mathbb {D} \subset \mathbb {E} _{3}}  un subspațiu 1-dimensional al spațiului {\displaystyle \mathbb {E} _{3}}, astfel încât să avem 
{\displaystyle X(E)\subset \mathbb {D} }.

## Caracterizare
O mișcare 
{\displaystyle X:E\subset \mathbb {E} _{1}\rightarrow \mathbb {E} _{3}}
desfășurată de un punct material este rectilinie în situația în care există un reper universal, 
{\displaystyle {\mathcal {RU}}=((T_{0},{\vec {s}}),{\mathcal {R}}=\{O;{\vec {u}},{\vec {v}},{\vec {w}}\})},
astfel încât să existe două numere naturale {\displaystyle i,j\in \{1,2,3\}} cu proprietatea că {\displaystyle x_{i}(t)=0\,}, respectiv,{\displaystyle x_{t}(t)=0\,} pentru orice {\displaystyle t\in I}, unde {\displaystyle I\subset \mathbb {R} } este intervalul real ce modelează timpul în care studiem mișcarea, iar {\displaystyle x_{1},x_{2},x_{3}:I\subset \mathbb {R} \rightarrow \mathbb {R} } sunt componentele reprezentării scalare a mișcării punctului material în baza reperului universal stabilit.